# NGC 6460
NGC 6460 is een spiraalvormig sterrenstelsel in het sterrenbeeld Hercules. Het hemelobject werd op 2 juni 1864 ontdekt door de Duitse astronoom Albert Marth.

## Synoniemen
- UGC 10997
- IRAS 17473+2046
- MCG 3-45-31
- NPM1G +20.0531
- ZWG 112.55
- KCPG 525B
- PGC 60925